# Weckers Heideteich

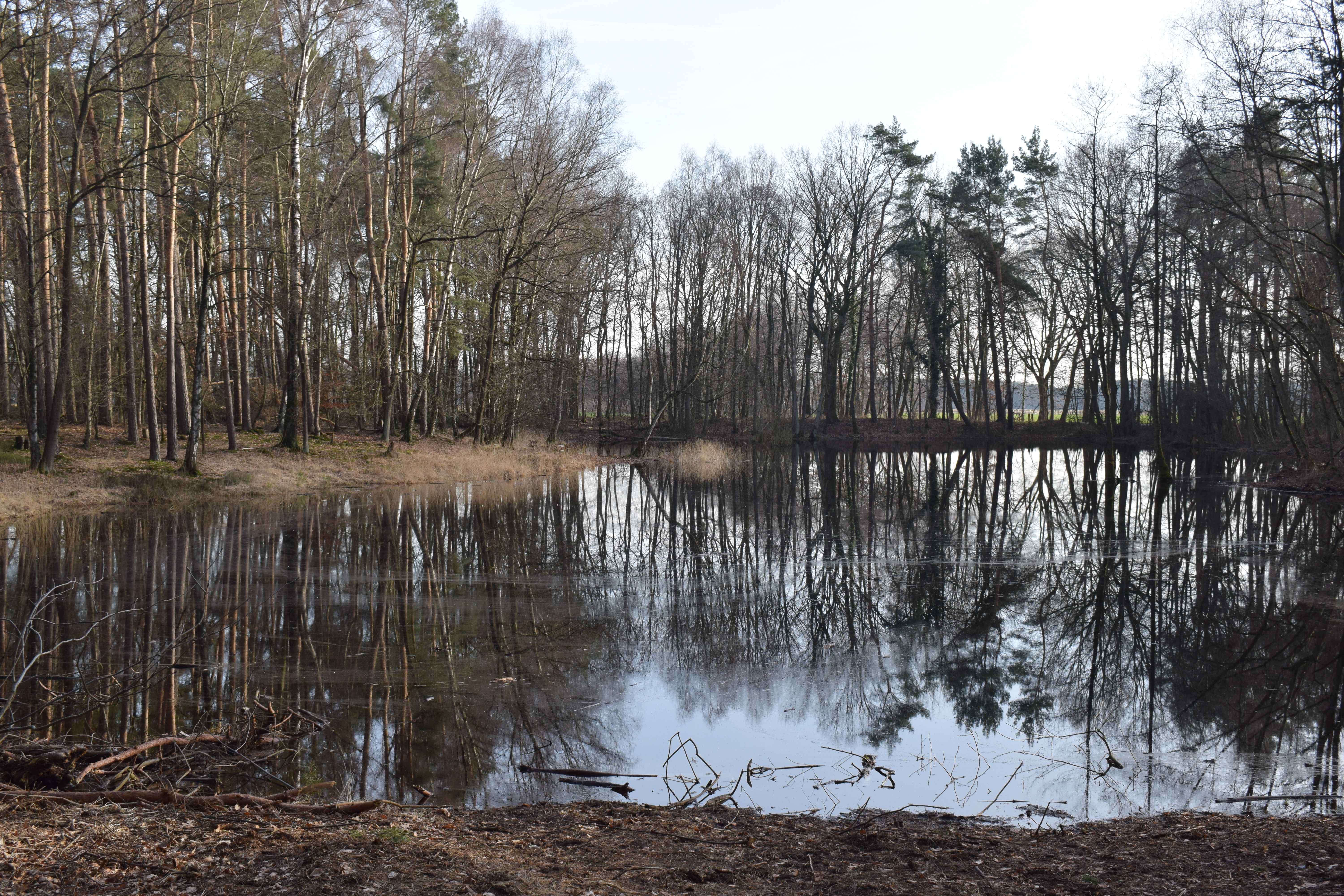
Weckers Heideteich

Weckers Heideteich ist ein Naturdenkmal auf dem Gebiet des Paderborner Stadtteils Sande. Es hat eine Größe von etwa 0,5 Hektar.

## Lage und Beschreibung
Weckers Heideteich liegt inmitten des Sander Bruchs, etwa 300 m nordwestlich des Hofes Wüseke. Während das Naturdenkmal im Norden durch die Sander Bruch-Straße begrenzt wird, markiert die ehemalige Trasse der Bahnlinie Wiedenbrück-Sennelager, im Volksmund auch als "Senneblitz" bekannt, die Südgrenze des Gebietes. Im Osten schließt sich eine flache Düne an, die vor allem von Beständen der Waldkiefer (Pinus sylvestris) eingenommen wird.

## Geschichte und Entstehung
Anders als der Name vermuten lässt, handelt es sich bei Weckers Heideteich nicht etwa um ein künstlich angelegtes Gewässer, sondern um einen wohl durch Windausblasung entstandenen Heideweiher. Er enthielt einstmals oligotrophes Wasser und trocknet nahezu jeden Sommer vollständig aus. Noch in den 1950er war das Gelände unter der Bezeichnung Birkhahn-Teich bekannt. Mitte der 1960er Jahre wurde der Weiher kurzzeitig für die Karpfenzucht genutzt, wofür man Wasser aus einem angrenzenden Graben einleitete, der zahlreiche Nährstoffe mit sich führte. Dadurch kam es zu einer deutlichen Veränderung der ursprünglich an das nährstoffarme Milieu angepassten Vegetation. 1976 erwarb die Stadt Paderborn das Gelände, die den Graben verschließen ließ und die Bezeichnung Weckers Heideteich einführte.

## Flora und Vegetation
Noch in den 1960er Jahren wies das Gelände Schwimmblattgesellschaften, Feuchtheiden und Hochmoorbultgesellschaften auf. Mit der Rosmarinheide (Andromeda polifolia) und dem Scheidigen Wollgras (Eriophorum vaginatum) kamen damals sogar zwei typische Hochmoorarten vor, die die einstige Nährstoffarmut des Gebietes belegen. Im Laufe der Zeit wuchs der Weiher immer mehr mit Weidengebüschen zu.  Von den angrenzenden Ackerflächen kam es zu einer weiteren Eutrophierung des Gebietes, die schließlich zu einer fast völligen Verdrängung der typischen Heide- und Moorvegetation führte. Heute dominieren Pflanzenarten, die eher an einen mittleren Nährstoffgehalt gebunden sind. 1989/90 wurden im Gebiet umfangreiche Pflegemaßnahmen durchgeführt und ein Großteil der Weidengebüsche entfernt. Zudem wurde der Oberboden teilweise abgeschoben und der Weiher vertieft. Dadurch konnten sich etliche seltenere Arten wie die Glockenheide (Erica tetralix) und der Mittlere Sonnentau (Drosera intermedia) wieder ausbreiten, bzw. neu ansiedeln.
Zu den zahlreichen floristischen Besonderheiten des Gebietes gehören, bzw. gehörten:
- Braune Segge (Carex nigra)
- Fieberklee (Menyanthes trifoliata), noch 1991, danach erloschen
- Grau-Segge (Carex canescens), nach Ottenströer noch 2007
- Mittlerer Sonnentau (Drosera intermedia), noch 2007, 2013 u. 2019[3]
- Rosmarinheide (Andromeda polifolia)[4], seit langem erloschen
- Scheidiges Wollgras (Eriophorum vaginatum)[5], erloschen
- Schnabel-Segge (Carex rostrata), noch 2007
- Sumpf-Helmkraut (Scutellaria galericulata)
- Sumpf-Blutauge (Comarum palustre), 2013, 2015 u. 2019[6]
- Wassernabel (Hydrocotyle vulgaris), 2007
- Weiße Seerose (Nymphaea alba), erloschen

## Fauna
Im Gebiet wurden zahlreiche Libellenarten festgestellt, darunter (nach Ottenströer 2009) die folgenden Rote-Liste-Arten: Gebänderte Prachtlibelle, Braune Mosaikjungfer, Glänzende Binsenjungfer und Kleine Binsenjungfer. Früher gehörten Wasserralle, Teichralle, Stockente und Rohrammer zu den Brutvögeln.